# Lefter Küçükandonyadis
Lefter Küçükandonyadis (em grego, Λευτέρης Αντωνιάδης - Lefteris Antoniadis - Büyükada, 22 de dezembro de 1925 - Şişli, 13 de janeiro de 2012) foi um futebolista e treinador de futebol turco. Pela Seleção Turca de Futebol, envergou a camisa vermelha da equipe em cinquenta partidas, marcando 22 gols entre 1948 e 1963. Esteve presente na Copa do Mundo FIFA de 1954.

## Carreira

### Como jogador
De origem grega (era filho de um pescador grego, mas sua mãe era turca), Lefter iniciou a carreira no Taksim em 1941 (antes atuava nas categorias de base do clube). Em apenas dois duas temporadas, disputou noventa partidas e marcou 75 gols. Esse desempenho fez com que ele fosse contratado pelo Fenerbahçe em 1947, quatro anos, após ter dado uma pausa na carreira.
No Fenerbahçe manteve seu faro de artilheiro, ao balançar as redes adversárias em cem oportunidades. Até 1951, foram 135 jogos disputados. Em 1951 foi jogar na Fiorentina, mas não repetiu os bons momentos que teve na primeira passagem pelo Fenerbahçe: marcou quatro gols em trinta jogos. Pior ainda foi a sua passagem pelo Nice, onde atuou por uma temporada marcando apenas dois gols em doze partidas.
Em 1953, Lefter retorna ao Fenerbahçe, onde finalmente entra para a história dos Canários Amarelos. Sua segunda passagem pelo clube durou entre 1953 e 1964, atuando em 480 partidas e marcando 323 gols. Encerrou sua segunda passagem pelo clube em 1964, aos 38 anos.
No mesmo ano, vai para a Grécia jogar no AEK Atenas, deixando novamente sua marca: em cinco jogos, marcou dois gols. Uma lesão no jogo contra o Iraklis decretou o encerramento de sua carreira como jogador.

### Como treinador
Como treinador, comandaria por mais tempo o Samsunspor (1966–67, 1970–72). Também trabalhou no Aigaleo (1965), Supersport United (único clube estrangeiro onde trabalhou, entre 1965 e 1966), Orduspor (1967–68), Mersin İ.Y. (1968–69) e Boluspor (1969–70).
Lefter morreu em Şişli, distrito da parte europeia de Istambul, vitimado por uma pneumonia.

## Títulos
- Campeonato Turco de Futebol (3): 1959, 1960–61 e 1963–64
- Copa Atatürk (1): 1964
- Liga de Futebol de Istambul (3): 1948, 1957 e 1959
- Liga Nacional Turca (1): 1950